# 신수정 (음악가)
신수정(申秀貞, 1942년 4월 29일 ~, 충청북도 청주시 출생)은 대한민국의 1세대 피아니스트이자 교육자이다. 피아니스트 조성진의 스승으로 잘 알려져 있다.
1950년대인 국민학교 6학년 때 한동일, 김덕주, 이경숙 등과 함께 이화 경향 콩쿠르에 입상했고, 1959년 서울예고와 1963년 서울음대를 졸업하고 오스트리아 빈 국립음대와 미국 피바디 음악원에서 유학했다. 제1회 동아 콩쿠르에서 우승했으며, 이후 국외의 다수 콩쿠르에서도 입상했다.
1969년에 27세의 나이로 서울대 음대의 최연소 교수가 되었고, 1990년대에 경원대(현 가천대) 음대 학장을 거쳐, 2000년에는 서울대 음대 최초의 여성 학장이 되어 7년 동안 재직했다. 여성으로는 최초로 서울대학교 총동창회 회장을 역임하기도 하였다.
1995년 옥관문화훈장, 2011년 독일십자공로훈장을 수여받았다. 2009년 대한민국예술원 회원이 되었다.